# Abriktozaur
Abriktozaur, abryktozaur (Abrictosaurus) (z greki „zbudzony jaszczur”) – dwunożny, roślinożerny dinozaur z rodziny heterodontozaurów, ornitopod wyglądem przypominający heterodontozaura.
Abriktozaur był bardzo podobny do heterodontozaura. Odróżniał go brak zębów. Niektórzy sądzą, że ten dinozaur, a także inne ornitopody przeżuwały pokarm, tak jak to czynią np. dzisiejsze wielbłądy. Wtedy szczęki abriktozaura przesuwałyby się w tył i w przód, co było przyczyną zużywania się zębów. Takie przystosowanie wymagałoby jednak specjalnych policzków.
Istnieją przypuszczenia, że abriktozaur mógł być samicą heterodontozaura.

## Wiek i miejsce
Dinozaur ten znany jest z pozostałości jedynie 2 osobników znalezionych w formacji Upper Elliot w Dystrykcie Qacha’s Nek w Lesotho i w prowincji Przylądkowej w Południowej Afryce. Formacja Upper Elliot datuje się ma Hettang i Synemur we wczesnej jurze, około 200 do 190 milionów lat temu. Zachowała ona wydmy, jak i sezonowe niziny zalewowe klimatu półpustynnego z opadami występującymi sporadycznie. W formacji znaleziono też inne zwierzęta: teropod megapnozaur, zauropodomorf masospondyl, heterodontozaury – heterodontozaur i likorin, lądowe krokodyle, cynodonty, wczesne ssaki.

## Opis
Heterodontozaury takie, jak abriktozaur, były małymi, wczesnymi dinozaurami ptasiomiednicznymi, nazwa tej grupy wzięła się od charakterystycznego uzębienia heterodontycznego (posiadały różne zęby, podczas gdy u większości gadów są one wszystkie takie same). Najbardziej znane są z „kłów” zarówno w szczęce, jak i żuchwie. Na przodzie szczęk nie było zębów, występował zaś twardy dziób do obgryzania roślinności. Przedtrzonowce był 3, w tym 2 przednie małe i stożkowate, ostatni zaś powiększony tworzył górny „kieł” (nie był to więc kieł sensu stricto), odpowiednik jeszcze większego na dolnej szczęce, pierwszego zęba kości zębowej. W szczęce diastema (spotykana dziś szeroko u roślinożernych ssaków) przypadała na „kieł” szczęki dolnej i oddzielała zęby przedszczękowe od szerszych, służących żuciu zębów kości szczękowej (maxilla). Takie same zęby występowały w reszcie dolnej szczęki.
Abriktozaur jest zwykle uznawany za najbardziej bazalnego (pierwotnego) członka rodziny heterodontozaurów. Likorin i heterodontozaur posiadały zęby policzkowe o wysokiej koronie, które nachodziły na siebie w szczękach, tworząc ciągłą powierzchnię żuciwą analogiczną do tej spotykanej u kredowych hadrozaurów. Zęby policzkowe abriktozaura były szeroko porozdzielane, miały niższe korony, bardziej przypominały te spotykane u wczesnych ptasiomednicznych. Zasugerowano, że abriktozaur tracił swe, mógł nie dysponować „kłami”, co stanowiłoby kolejną prymitywną cechę. Zęby te jednak były obecne w widoczny sposób w jednym z 2 znalezionych osobników. Wyższy „kieł” mierzył 10,5 mm, dolny zaś aż 17 mm. Ząbki występowały jedynie na ich przedniej powierzchni, inaczej niż u wymienionych wyżej pozostałych heterodontozaurów, u których przednia i tylna krawędź były ząbkowane.
Abriktozaur posiadał też małe, mniej silne przednie łapy niż inne heterodontozaury i o 1 mniej paliczków w obu czwartym i piątym palcu tychże łap.
Długość ciała ok. 1,2 m, masa ok. 43–45 kg.

## Odkrycie i nazwa
Oba znalezione osobniki przechowywane są w kolekcji University College London. Okaz wzorcowy odkryty został w Lesotho i składa się z niepełnej czaszki i szkieletu (UCL B54). Paleontolog Richard Thulborn, który jako pierwszy opisał go w 1974, uznał go za nowy gatunek rodzaju Lycorhinus u nazwał L. consors. Epitet gatunkowy to łacińskie słowo oznaczające „uczestnik, wspólnik, towarzysz”. Ponieważ UCL B54 nie dysponował „kłami” znalezionymi u gatunku typowego, L. angustidens, Thulborn zaproponował, że jest to samica. Ani czaszka, ani szkielet nie został w pełni opisane w literaturze. Ząb z końca triasu ze Szwajcarii opisany został jako Abrictosaurus sp., ale nie zostało to poparte, gdyż osobnik nie posiadał cech charakterystycznych dla abriktozaura, heterodontozaurów czy ptasiomiednicznych w ogóle.
W 1975 James Hopson powtórnie opisał fragmentaryczną czaszkę dinozaura z rodziny heterodontozaurów (UCL A100) znaleziono w Południowej Afryce, którą Tulborn wcześniej oznaczył jako L. angustidens. Po ukazaniu, że UCL A100 nie może należeć do tego gatunku, ale przypomina bardziej UCL B54, Hopson stworzył nowy rodzaj, którym objął oba osobniki. Wprowadził nazwę Abrictosaurus (z greki αβρικτος=abriktos - zbudzony i σαυρος=sauros - jaszczur) odnoszącą się do hipotezy, że heterodontozaury przechodziły okresy estywacji (letni odpowiednik hibernacji). Nazwa gatunkowa pozostała, tworząc Abrictosaurus consors. Pomimo wystąpienia Hopsona Tulborn cały czas uznawał L. ngustidens, Heterodontosaurus tucki i A. consors za 3 gatunki rodzaju Lycorhinus. Większość paleontologów rozdziela je, aczkolwiek rodzaj nie posiada w paleontologii ściśle sprecyzowanej definicji.

## Dymorfizm płciowy
Hipoteza istnienia dymorfizmu płciowego u heteodontozaurów długo skupiała się wokół abriktozaura. Dymorfizm płciowy u wielu zwierząt obserwuje się właśnie m.in. w przypadku „kłów” (piżmowcowate, morsowate, słoniowate, świniowate), które obecne są głównie u samców. Brak tychże zębów u UCL B54 sugeruje, że była to samica, być może samica innego gatunku. Ich obecność u UCL A100 ukazuje, że osobnik ten miał cechy samca, sugeruje to jednak 2 oddzielne gatunki. UCL B54 mógł też być osobnikiem młodocianym, miał bowiem krótką „twarz” i niezrośnięte kręgi krzyżowe. Brak „kłów” u młodych osobników czyni z ich obecności nie drugorzędową cechę płciową, ale cechę osobników dorosłych, co osłabia tezę o dymorfizmie płciowym.

## Gatunki
- A. consors

## Synonimy
- Lycorhinus consors